# وزارة شؤون المرأة (أفغانستان)

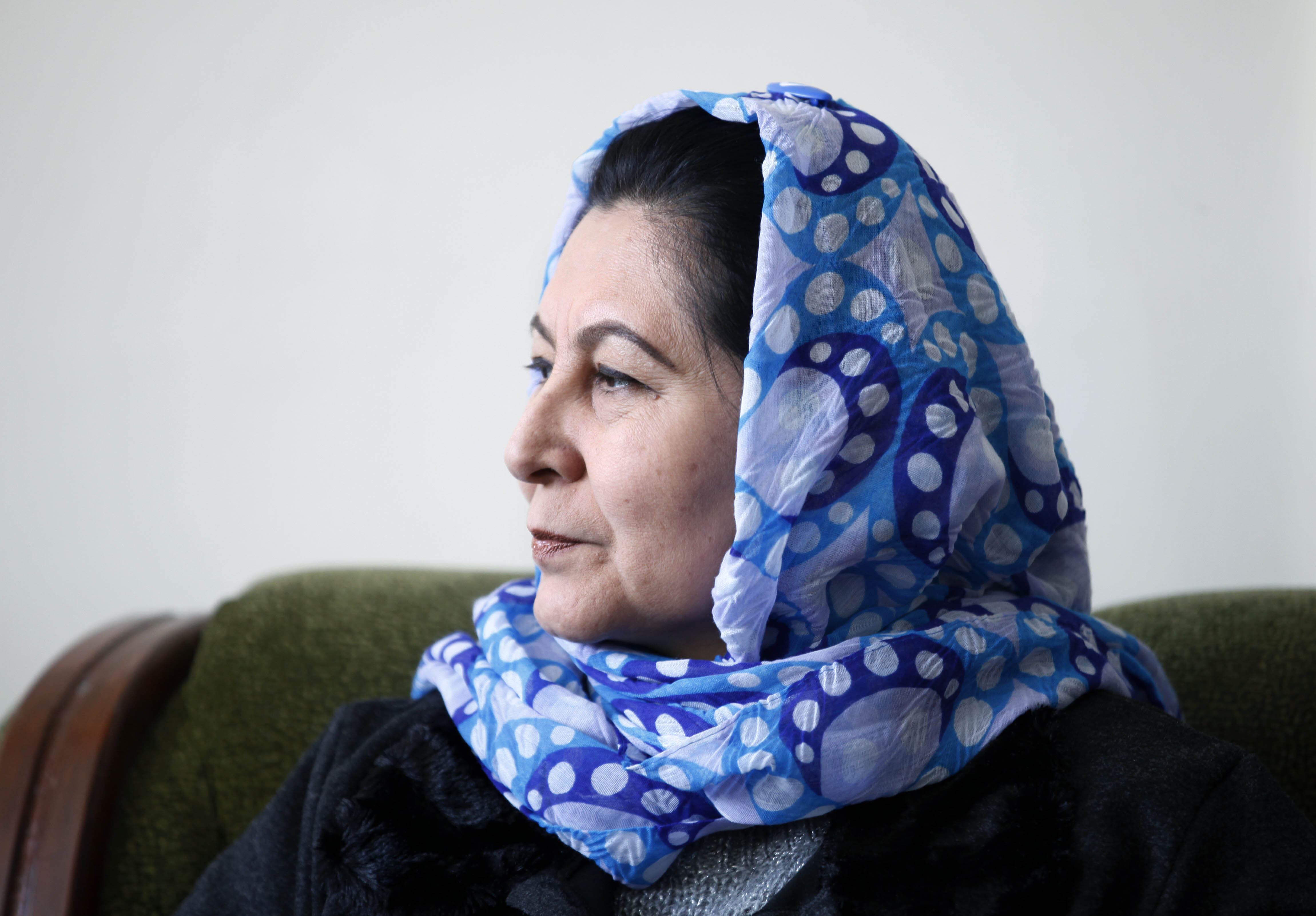

وزارة شؤون المرأة (بالإنجليزية: Afghan Ministry of Women's Affairs (MOWA))‏ (بالبشتوية: د ښځو چارو وزارت)‏، هي وزارة جديدة، استحدثت في الحكومة الأفغانية في أواخر عام 2001 من قبل الإدارة الأفغانية المؤقتة.
وزارة شؤون المرأة هي الوكالة الرائدة في مجال تعزيز حقوق المرأة والنهوض بها في أفغانستان. في عام 2002 كان لوزراة شؤون المرأة تحولا كبيرا في استراتيجيتها من الرعاية الموجهة للنهج إلى التنفيذ المباشر للسياسة التي تؤثر على الفرد، أخر وزير للوزارة شؤون المرأة هو ديلبار نظري.
بعد سيطرة حركة طالبان على الحكم في أفغانستان، قامت في 17 سبتمبر 2021، بإستبدال الوزارة بوزارة الأمر بالمعروف والنهي عن المنكر.

## المهام
تقديم التوجيه وبناء التعاون المشترك بين الوزارات وتطوير قدرات الجهات الحكومية وذلك لضمان صياغة السياسات والتخطيط والتنفيذ وإعداد التقارير ومراقبة الاستجابة العادلة للاحتياجات التفاضلية وأوضاع النساء والرجال. ويتم ذلك عن طريق:
- تسهيل إنشاء نقاط الاتصال بين الجنسين وتزويدهم بمهارات الدعوة وتعميم الأدوات لمراعاة المنظور بين الجنسين والدورات التدريبية ذات الصلة.
- تأسيس شراكة مع مؤسسات التدريب وتدريب وحدات من الوزارات الحكومية لدمج المناهج حول النوع الاجتماعي في برامجها التدريبية.
- تسهيل جمع وتصنيف وتحليل ونشر البيانات والمعلومات التي من شأنها أن تتبع التغيرات على حياة النساء والرجال والإبلاغ بتخطيط السياسات ووضع البرامج.
- تجريب وتطوير المشاريع التي تركز على تلبية احتياجات الفئات المستهدفة من اهتمام خاص وذلك من خلال العمل في شراكات تعاونية مع الجهات المانحة وتطوير آليات حكومية لتحديد وتقنين الإجراءات للقضاء على الممارسات التمييزية والتعسفية، بالإضافة إلى تطوير آلية خاصة بها لتعزيز الإعلام / وسائل الاتصال والتوعية العامة لجميع جوانب المساواة بين الجنسين وحقوق المرأة.
- الشراكة مع فوستر والتعاون مع المنظمات النسائية غير الحكومية وهيئات حقوق الإنسان ومنظمات المجتمع المدني من أجل الدعوة والدعم المتبادل في جعل الحكومة والجهات المانحة الاستجابة بفعالية لاهتمامات المرأة.
- مراقبة عمل الحكومة وإعداد تقرير دوري عن الامتثال بالمعاهدات والالتزامات الدولية وتنفيذ السياسات الوطنية للمرأة.

## المهمة
ضمان حقوق المرأة الأفغانية القانونية والاقتصادية والاجتماعية والسياسية، والمدنية بما في ذلك حقها في التحرر من جميع أشكال العنف والتمييز واحترامها وتعزيزها والوفاء لها.

## الهيكل والأولويات
باعتبارها الوكالة الرئيسية للنهوض بالمرأة حيث يرأس وزارة شؤون المرأة الوزير الذي يقدم تقاريره مباشرة إلى رئيس الجمهورية وعضو مجلس الوزراء. ويُدعم الوزير من قبل نائب الوزير الاهتمامات الفنية وآخر للشؤون الإدارية والمالية.
في السنة المالية من شهر مارس بين عامي 2004 - 2005، وزارة شؤون المرأة لديها مجموعة من الموظفين حيث يبلغ عددهم 1,268 في كابول و28 من المحافظات الأخرى. لم يتم بعد تحديد الإدارة الإقليمية لشؤون المرأة حتى في محافظات أوروزان وباكتيكا، دايكندي وبانجشير.

## الحماية القانونية
مع اعتماد الدستور الجديد تم تحديد النظام القانوني للبلاد والمعايير الخاصة بها، وهذا القسم طور ووسع عملها في الإطار الدستوري من أجل تعزيز المساواة بين الجنسين في البلاد. مما أدى إلى الحفاظ على العلاقة مع وزارة العدل ولجنة الإصلاح القضائي لضمان احترام حقوق المرأة الإنسانية التي سيتم الاعتراف بها وحمايتها في النظام القضائي والمعايير التي بموجبها وضعت الصكوك الدولية لحقوق الإنسان العالمية حيث سيتم الوفاء بها.

## وزراء وزارة شؤون المرأة الأفغانية
| التاريخ                  | الاسم               | الملاحظات |
| ------------------------ | ------------------- | --- |
| ديسمبر 2001- يونيو 2002  | سيما سمر            | أصبحت أول وزيرة من وزارء شؤون المرأة والتي أنشئت حديثا في أفغانستان. |
| يونيو 2002 - ديسمبر 2004 | محبوب حقوقمال       | بسبب الخلاف حول منصب وزير شؤون المرأة، الرئيس كرزاي في البداية لم يسم وزيراً، ولكن عينّ حقوقمال من مستشارا للدولة إلى وزير لوزارة شؤون المرأة. |
| يوليو 2002 - ديسمبر 2004 | حبيبة سرابي         | |
| ديسمبر 2004 - مارس 2006  | مسعود جلال          | |
| مارس 2006 - أغسطس 2006   | ثريا رحيم سوبوهرانج | عيّنت خلفا لجلال، ولكن مجلس النواب الأفغاني لم يوافق على ترشيحها واضطر الرئيس كرزاي لتسمية شخص آخر. |
| أغسطس 2006 - أبريل 2015  | الحصن بنو غضنفر     | خلال الفترة من يناير 2010 وحتى مارس 2012 خدمت الحصن بنو غضنفر قائمةً بأعمال وزير الشؤون النسائية. وفي يناير كانون الثاني لم تتلق التصويت من مجلس النواب الأفغاني وهذا ضروري لولاية الرئاسة مرة أخرى. ومع ذلك اختير بلواشا حسن ليكون بديلا للرئيس كرزاي والذي لم يتلقى ما يكفي من الاصوات وكذلك عيّن كرزاي غضنفر كوكيل للوزير. في التصويت الذي أُجري في مارس 2012 وافق البرلمان رسميا قيادتها لوزارة شؤون المرأة. |
| أيريل 2015 - أغسطس 2021  | دلبار نزاري         | آخر وزير للوزارة قبل أن تستدبلها بوزارة الأمر بالمعروف والنهي عن المنكر في سبتمبر 2021. |

## وصلات خارجية
- Official website
- Official website (بالفارسية)
- Official website (بالبشتوية)
- Afghan Women Leaders Connect
- Women for Afghan Women